# Comité inter-État de lutte contre la sécheresse au Sahel

Le Comité inter-États de lutte contre la sécheresse au Sahel (CILSS) est une organisation internationale regroupant les pays sahéliens.

## Histoire
Il a été créé en 1973, lors de la première grande sécheresse sur la région afin de mobiliser les populations sahéliennes et la communauté internationale autour de l’aide d’urgence et de la mise en œuvre des programmes dans différents domaines : agriculture pluviale et irriguée, hydraulique, environnement, transport, communication. En 1995, il a recentré ses activités autour notamment de la sécurité alimentaire et de la gestion des ressources naturelles.
Entre 1990 et 1999, le CILSS met en place le plus grand programme photovoltaïque en Afrique Subsaharienne, le Programme régional solaire (PRS), un modèle opérationnel significatif qui ne touche cependant que 1% des 67.000 villages des pays membres.
Entre 2006 et 2007, l'agence des États-Unis pour le développement international (USAID/West Africa) finance les projets du CILSS à hauteur de 327,25 millions de dollars.
À la suite du 15e sommet des chefs d’État et de gouvernement du CILSS qui s’est tenu à Ndjamena les 27 et 28 mars 2010, le président tchadien Idriss Déby Itno assure la présidence en exercice de l’organisation, succédant au président mauritanien La CILSS opère également un rapprochement avec la CEDEAO pour devenir son agence consultative officielle concernant le  développement rural et la lutte contre la désertification.
En 2013, à Dakar, lors du Forum de Haut niveau sur l'irrigation, 6 pays de la CILSS s'engagent à atteindre 1.000.000 d'hectares irrigués au Sahel d'ici 2020.
À la suite du 19e sommet du CILSS tenu en juillet 2020, Idriss Déby Itno prend une nouvelle fois la présidence du CILSS, succédant au président du Burkina Faso Roch Marc Christian Kaboré.

## Description
Le secrétariat exécutif est basé à Ouagadougou (Burkina Faso). Le centre agro-hydrométrique (AGRHYMET) créé par l’Organisation météorologique mondiale, est hébergé à Niamey (Niger) et l’Institut du Sahel, centre de recherche agro-socio-économique et sur la « population et le développement », est basé à Bamako (Mali).

## Liste des pays membres
- Burkina Faso
- Bénin
- Cap-Vert
- Côte d'Ivoire
- Gambie
- Guinée
- Guinée-Bissau
- Mali
- Mauritanie
- Niger
- Sénégal
- Tchad
- Togo